# Manuel Díaz Martínez (esgrimidor)
Manuel Dionisio Díaz Martínez (8 de abril de 1874-20 de febrero de 1929) fue un deportista cubano que compitió en esgrima, especialista en las modalidades de sable y florete. Participó en los Juegos Olímpicos de San Luis 1904, obteniendo dos medallas de oro en las pruebas de sable individual y florete por equipos.

## Palmarés internacional
| Representando a Cuba          |                           |                |                     |
| Juegos Olímpicos              |                           |                |                     |
| Año                           | Lugar                     | Medalla        | Prueba              |
| 1904                          | San Luis (Estados Unidos) | Medalla de oro | Sable individual    |
| Representando al Equipo Mixto |                           |                |                     |
| Juegos Olímpicos              |                           |                |                     |
| Año                           | Lugar                     | Medalla        | Prueba              |
| 1904                          | San Luis (Estados Unidos) | Medalla de oro | Florete por equipos |